# Hypsosinga sanguinea
Hypsosinga sanguinea là một loài nhện trong họ Araneidae. 
Những con cái là 4 đến 4,5 mm, con đực dài từ 3-3,5 mm. Ở con cái, phía trên có màu đỏ hơi vàng. Trên bụng đôi khi là sọc trắng. Phía dưới là hơi tối màu. Con đực thường sẫm. Thường mất sọc ra một vết màu vàng. Sống trên cỏ và cây bụi nắng, nơi ấm áp.